# Jean-Baptiste Coppieters
Jean Baptiste Coppieters (Kortrijk, 6 januari 1661 - Brussel, 18 maart 1732),  heer van Vlamertinge, was minister in de Zuidelijke Nederlanden als raadsheer voor de Domeinen en Financies.

## Levensloop
Toen hij vijfentwintig was, werd hij algemeen ontvanger voor de rechten op inkomende en uitgaande goederen in Kortrijk. Vanaf toen doorliep hij een carrière die hem naar de top zou voeren. Tijdens een donkere en verwarde periode in de Zuidelijke Nederlanden, wist hij zich behendig erdoorheen te slaan en op het goede paard te wedden. 
Naargelang de overwinnaar van het ogenblik, stelde hij zich ten dienste van de Spanjaarden (en via hen van de Fransen) of van de geallieerde troepen en de Oostenrijkers. Pas was hij in 1687 algemeen ontvanger in Kortrijk geworden, of de stad werd door de Fransen veroverd. Hij nam de vlucht en werd ingezet voor andere functies buiten de veroverde gebieden. In 1689 werd hij naar Nieuwpoort overgeplaatst waar hij ontvanger werd, de paspoorten afleverde en de leiding van de versterkingswerken op zich nam. Van daar uit voerde hij ook troepen aan tegen de Fransen. In 1692 werd hij, voor rekening van de geallieerden, intendant van Veurne en Ieper waar hij onder meer de organisatie van de garnizoenen moest regelen. 
Na de Vrede van Rijswijk veranderde hij van kamp en werd in 1697 algemeen ontvanger van de domeinen voor het Westkwartier. Van de Spaanse koning en op initiatief van de Bergeyck kreeg hij nog in 1702 en 1705 de verlenging van zijn winstgevende ontvangerschappen. 
Toch koos Coppieters vanaf 1706 definitief de zijde van de geallieerden en werd hij een van de lokale vertrouwensmannen van Marlborough, voor wie hij diverse opdrachten vervulde. Vooral bleek dat hij een uitstekend ontvanger van belastingen was: hij bracht meer gelden binnen dan alle andere ontvangers samen. Als beloning werd hij begin 1709 door de ‘Zeemogendheden’, in naam van keizer Karel VI bevorderd tot raadsheer en commissaris in de Raad van Financiën, een van de hoogste ambten in de hiërarchie. Deze benoeming hield automatisch verheffing tot erfelijke adeldom in. Hij kreeg tevens de verzekering dat hij zijn vorige winstgevende functies mocht overdragen op zijn zoon. Alleen de hoogste functie, die van tresorier generaal kon hij niet bereiken. Toen in 1724 de titularis burggraaf Thomas de Fraula (1647-1738) te oud werd, diende Coppieters zijn kandidatuur in maar het was de voorzitter van de Rekenkamer Pierre van der Gote (1656-1731) die de benoeming in de wacht sleepte.

## Raadsheer in Brussel
Vanaf zijn benoeming tot raadsheer resideerde Coppieters in Brussel en nam hij deel aan heel wat internationale bijeenkomsten die de financiële nasleep van de oorlogvoering moesten regelen. Daar waar graaf de Bergeyck en anderen die de zijde van de Spaanse koning en dus van Lodewijk XIV hadden gekozen, op non-actief werden gesteld, behoorde Coppieters tot diegenen die beloond werden voor hun trouw aan de mogendheden en aan de Oostenrijkse Habsburgers. Hij verkreeg als residentie het ‘Huis van Keizer Karel’, zo geheten omdat Karel V er een paar jaar had gewoond vooraleer troonsafstand te doen. Op de plek van deze aanzienlijke woning werd in 1778 de zetel van de Raad van Brabant gebouwd, hetgeen later het Belgisch parlement werd. Coppieters, die na het overlijden van zijn eerste vrouw nog tweemaal hertrouwde, overleed in Brussel op 18 maart 1732 en werd begraven in de kapel van Onze-Lieve-Vrouw in de Sint-Goedelekerk, waar het marmeren grafteken nog te zien is.